# Transparency International
Pour les articles homonymes, voir Transparency.
 (juillet 2023).
 (juillet 2023).
Si vous disposez d'ouvrages ou d'articles de référence ou si vous connaissez des sites web de qualité traitant du thème abordé ici, merci de compléter l'article en donnant les références utiles à sa vérifiabilité et en les liant à la section « Notes et références ».

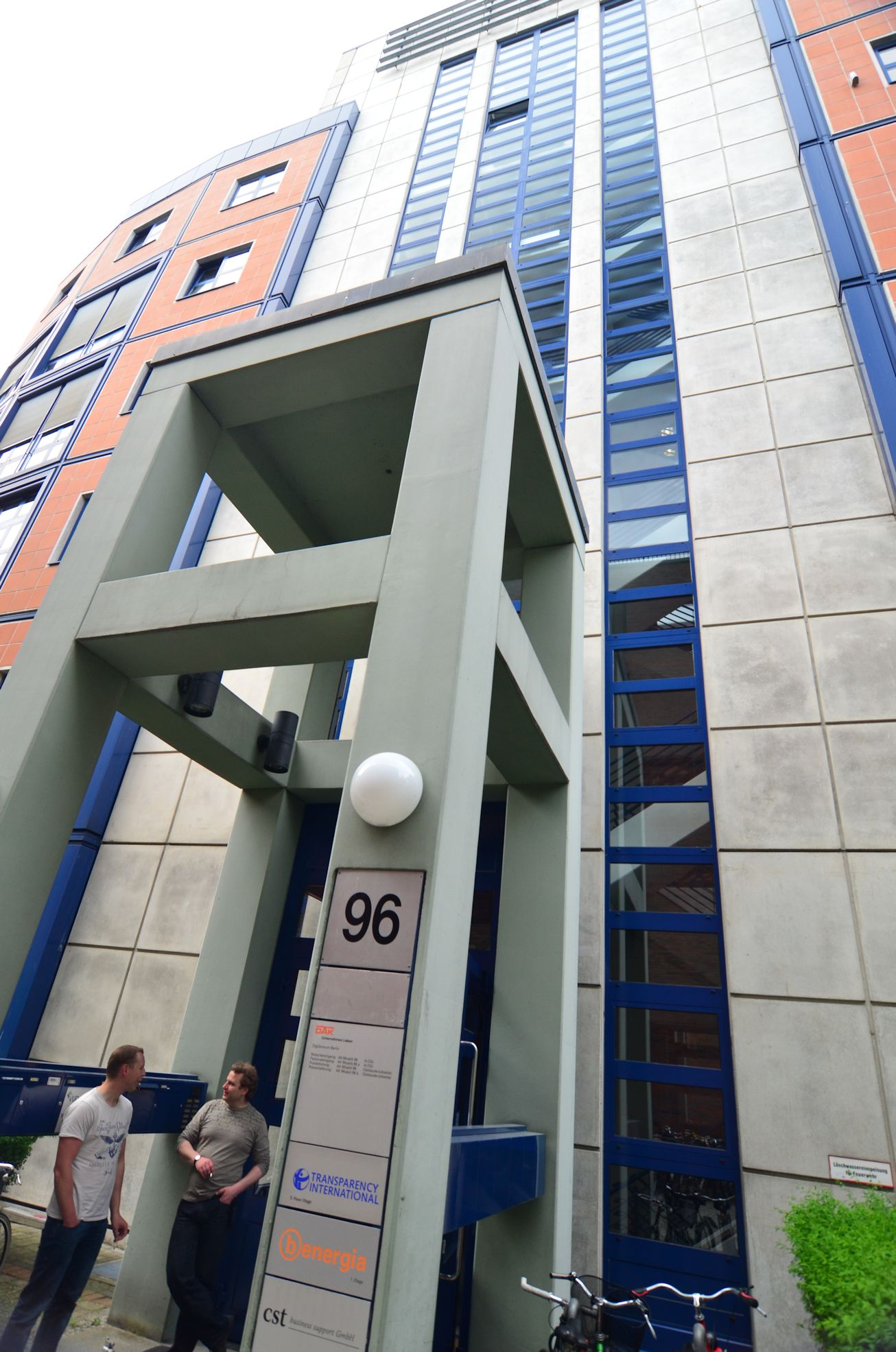

Transparency International (TI) est une organisation non gouvernementale internationale d'origine allemande ayant pour principale vocation la lutte contre la corruption des gouvernements et institutions gouvernementales mondiaux. Elle a été fondée par Peter Eigen en 1993 et a aujourd'hui un rayonnement international, possédant des sections autonomes dans 110 pays. Elle déplore souvent la baisse dans le classement de certains pays développés, notamment au sein de l'Union européenne.
Transparency International est surtout connue pour publier régulièrement des indices mondiaux sur la corruption : classement des États, indice de perception de la corruption par pays ou encore régularité des échanges internationaux. Elle se place également en observateur du fonctionnement démocratique des institutions nationales en émettant des avis sur les actions gouvernementales.

## Création et historique
L'organisation a été fondée à Berlin  en 1993 par Peter Eigen, ancien directeur de la Banque mondiale pour l’Afrique de l’Ouest et de l’Est et l’Amérique latine de 1975 à 1991, ainsi que par Michael J. Hershman, ancien membre des services de renseignement de l’armée américaine, Frank Vogl, conseiller en communication pour le monde de la finance également passé par la Banque mondiale, et l'homme d'affaires George Moody Stuart. 
Peter Eigen en a été le président jusqu'en 2005, date à laquelle lui a succédé la Canadienne Huguette Labelle (en). La section française a été créée en 1995 par Daniel Dommel. 

## Organisation
Transparency International se compose de 110 sections nationales et d'un secrétariat international à Berlin.
Transparency International se définit elle-même ainsi :

« Transparency International est l'organisation mondiale, issue de la société civile, en pointe de la lutte contre la corruption. Elle rassemble les peuples à travers une puissante coalition mondiale dans le but de mettre fin à l'impact dévastateur de la corruption sur les hommes, les femmes et les enfants dans le monde entier. La mission de Transparency International est d'instiguer des changements jusqu'à ce que le monde soit libre de toute corruption. »

La section française du mouvement, Transparency International France, a été créée en 1995 par Daniel Dommel sous le statut d'association à but non lucratif conforme à la loi de 1901. La section a été présidée successivement par Daniel Dommel (1995/2003), Daniel Lebègue (2004/2016), Marc-André Feffer (2016/2019) et Patrick Lefas (depuis 2019). 
Transparency International France a co-fondé la Maison des Lanceurs d'Alerte en 2018 aux côtés de 16 autres organisations de la société civile. Sa déléguée générale siège au conseil d'administration en qualité de co-présidente.
La branche vénézuélienne de l'organisation entend également contribuer à renverser le gouvernement socialiste de Nicolás Maduro. Principalement financée par le gouvernement britannique, elle rend compte chaque trimestre de son activité auprès de l’ambassade du Royaume-Uni.
Transparency International a un mode de fonctionnement très décentralisé. Elle possède un secrétariat central en Allemagne et est divisée en 80 sections nationales présentes sur les cinq continents. Chacune d'elles est autonome tant du point de vue financier qu'opérationnel. En effet, chaque section est chargée de trouver seule des financements, qui sont en partie assurés par les cotisations des membres[réf. nécessaire]. L'association est soutenue financièrement par des agences gouvernementales, des fondations, des entreprises privées et des donateurs individuels.

## Projets et travaux

### Indices internationaux

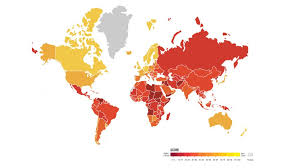
Carte de l'indice de perception de la corruption pour l'année 2019. L'échelle de couleur, allant de 1 à 100, est comprise entre le pourpre (pays très corrompu, 1) au bleu clair (pays quasi-exemplaire, 90 et plus).

Transparency International est surtout connue pour développer et publier des indices permettant d'évaluer selon différents critères le taux de corruption des pays du monde. Parmi ceux-ci, trois sont remarquables :
- L'indice de perception de la corruption (IPC) classe depuis 1995 la plupart des États selon une échelle allant de 0 (pays très controversé, comme la Somalie) à 10 (pays exemplaire, à l'image des pays nordiques). Bien que cet indice ait un succès notable et soit relayé par de nombreux média, ses résultats sont souvent controversés car présentant un risque de subjectivité. En effet il est entièrement basé sur des sondages de personnalités telles que des hommes d'État, des entrepreneurs ou des universitaires qui peuvent être liés aux gouvernements en place.

- Le baromètre mondial de la corruption est un sondage réalisé auprès des populations, et qui consiste à rassembler des avis quant à la perception qu'ont celles-ci de la corruption au sein de leur pays. Il est construit sur la base de questions telles que « Quels sont les secteurs publics les plus corrompus ? » ou « Que pensez-vous de l'action de votre gouvernement ? »

- L'indice de corruption des pays exportateurs (ICPE) recense les pots-de-vin versés par des entreprises des principaux pays exportateurs (22 en 2008, représentant 75 % du total des échanges mondiaux) à l'étranger en vue de s'approprier des marchés dans les pays concernés.

### Observation et critique des États
Transparency International est impliquée dans l'observation des politiques gouvernementales et émet des avis lorsque celles-ci favorisent ou au contraire limitent la lutte contre la corruption et plus généralement la démocratie. En ce qui concerne TI France par exemple, l'association a suivi de près en 2009 les débats à l'Assemblée nationale française concernant les lois à venir sur le lobbying, a publié un rapport critique sur les actions du président de la république française à mi-mandat, a déclaré par la voix de son président Daniel Lebègue, qu'obliger les élus et les membres du gouvernement français à déclarer leurs patrimoines et leurs revenus permettra à la France de rattraper son retard en matière de transparence démocratique.
Transparency International a aussi joué un rôle important pour la formation de la Convention de l'ONU contre la corruption.

## Critiques
Selon Bernard Carayon, « l'ONG n'est une organisation indépendante ni financièrement ni culturellement ». Son existence doit en effet beaucoup à des fondations et des multinationales anglo-saxonnes, ainsi que des institutions gouvernementales américaines.
Selon le journal Le Monde diplomatique : « Dans ses principales enquêtes, Transparency International ne mesure pas le poids de la corruption en termes économiques pour chaque pays. Elle élabore un indice de perception de la corruption (IPC) à partir d’enquêtes effectuées par des structures privées ou par d'autres ONG : l'Economist Intelligence Unit, adossé à l'hebdomadaire libéral britannique The Economist, l'organisation néoconservatrice américaine Freedom House, le Forum économique mondial, ou encore de grandes sociétés. (...) L'IPC ignore les cas de corruption qui concernent le monde de l'entreprise. Dès lors, l'effondrement de Lehman Brothers (2008) ou la manipulation du taux de référence des marchés monétaires (Libor) par de grandes banques britanniques révélés en 2011 n'ont pas affecté les notes des États-Unis ou du Royaume-Uni. » L'organisation reçoit en outre des financements d'entreprises faisant elles-mêmes l'objet de condamnation pour des faits de corruption.

## Communication

### Activité de lobbying

#### Auprès de l'Assemblée nationale
Transparency International France est inscrit comme représentant d'intérêts auprès de l'Assemblée nationale. L'organisation déclare à ce titre, sans préciser la date du dernier exercice comptable, un budget global de 516 475 euros, dont 13 000 euros de financement public, et indique que les coûts annuels liés aux activités directes de représentation d'intérêts auprès du Parlement sont compris entre 10 000 et 20 000 euros.

#### Auprès des institutions de l'Union européenne
Transparency International est inscrit depuis 2008 au registre de transparence des représentants d'intérêts auprès de la Commission européenne. L'organisation déclare en 2015 pour cette activité 16 collaborateurs à temps plein et des dépenses d'un montant compris entre 1 000 000 et 1 250 000 euros. Elle indique avoir perçu sur le même exercice 3 982 717 euros de subventions des institutions de l'Union européenne.